# Ghum
Ghum (parfois orthographié Ghoom) est un gros bourg indien. situé à six kilomètres au sud de la ville de Darjeeling dans la partie nord du Bengale-Occidental (Inde).
Ghum est le point le plus élevé sur la route (la Hill cart road) qui monte de la plaine (Siliguri) à Darjeeling. C'est également la gare de chemin de fer la plus élevée (2 225 mètres) à laquelle s'arrête le 'train-jouet' (le Toy-train) de la ligne ferroviaire himalayenne.

## Curiosité

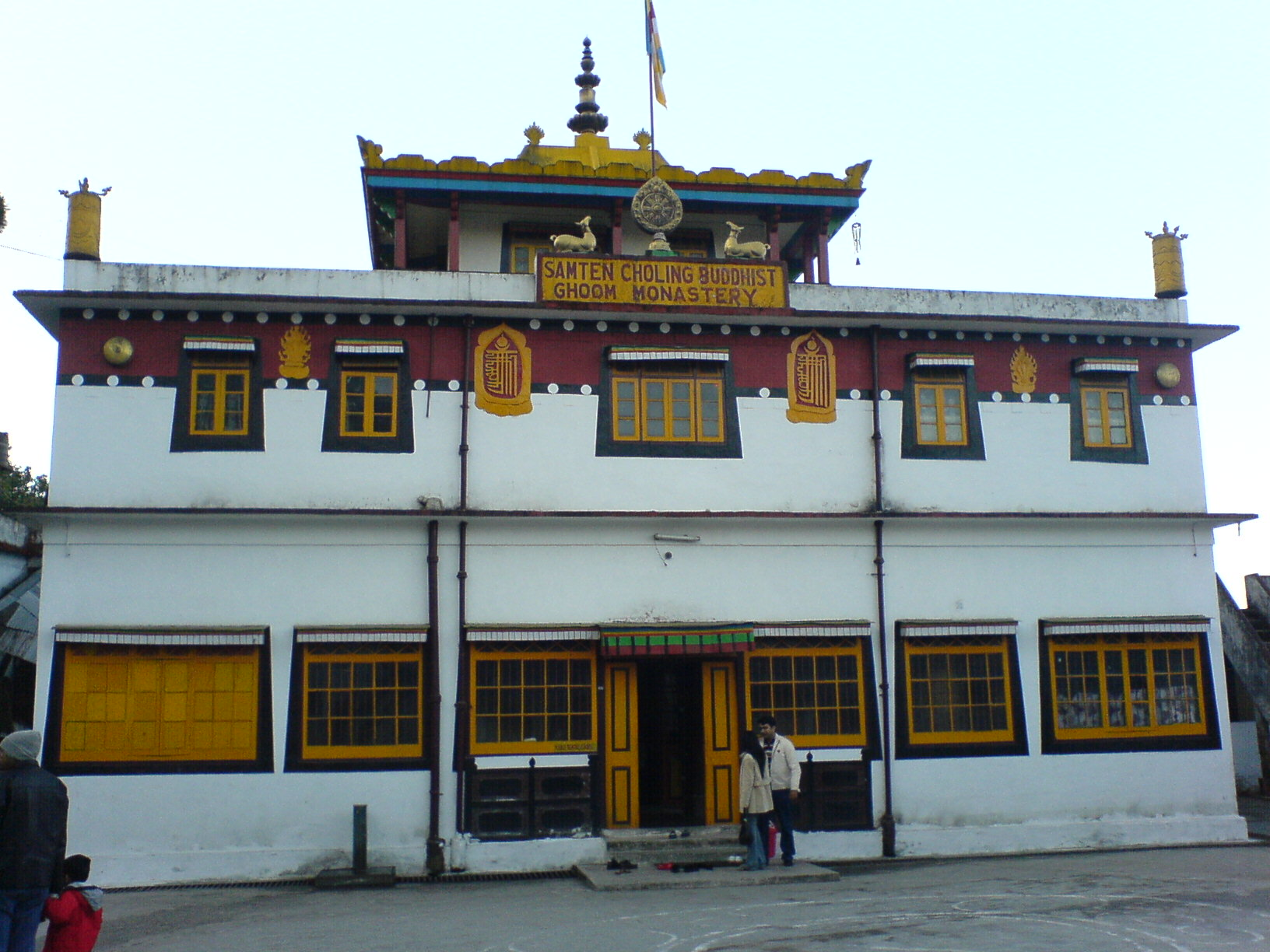
Monastère de Ghum

Le monastère bouddhiste tibétain de Ghum contient de nombreux et précieux manuscrits bouddhistes.

## Galerie

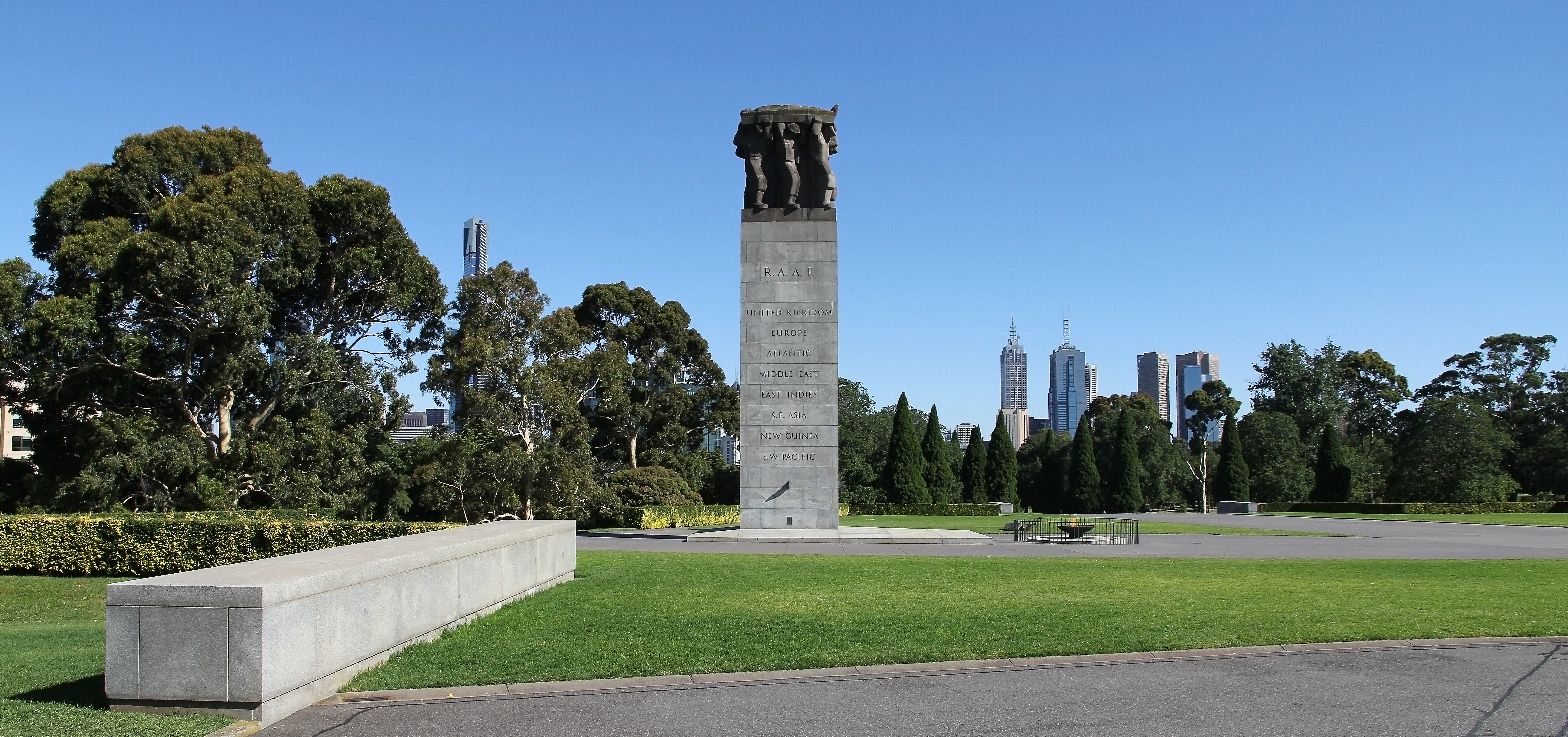
Memorial de guerre Gorkha à Batasia